# Macizo Mount Meager
 El macizo Mount Meager es un grupo de picos volcánicos en las cordilleras del Pacífico de las Montañas Costeras en el suroeste de la Columbia Británica, Canadá. Forma parte del Arco Volcánico de las Cascadas del oeste de Norteamérica, está situado a 150 km al norte de Vancouver en el extremo norte del Valle de Pemberton y alcanza una elevación máxima de 2.680 m. El macizo está coronado por varias formaciones volcánicas erosionadas, incluyendo cúpulas de lava, tapones volcánicos y montones superpuestos de flujos de lava; éstas forman al menos seis grandes cumbres, incluyendo el Monte Meager que es el segundo más alto del macizo. 
El Cinturón Volcánico Garibaldi tiene una larga historia de erupciones y representa una amenaza para la región circundante. Cualquier peligro volcánico que vaya desde los deslizamientos de tierra hasta las erupciones podría suponer un riesgo importante para los humanos y la vida silvestre. Aunque el macizo no ha entrado en erupción desde hace más de 2.000 años, podría producir una erupción importante; si esto ocurriera, se organizarían rápidamente las actividades de socorro. Equipos como el Plan Interinstitucional de Notificación de Eventos Volcánicos (IVENP) están preparados para notificar a las personas amenazadas por erupciones volcánicas en el Canadá. 
El macizo del Monte Meager produjo la mayor erupción volcánica de Canadá en los últimos 10.000 años. Hace unos 2.400 años, una explosiva erupción formó un cráter volcánico en su flanco nororiental y envió avalanchas de ceniza caliente, fragmentos de roca y gases volcánicos por el flanco norte del volcán. Se han documentado pruebas de una actividad volcánica más reciente en el volcán, como manantiales de agua caliente y terremotos. El macizo del Monte Meager también ha sido la fuente de varios grandes deslizamientos de tierra en el pasado, incluyendo un flujo masivo de escombros en 2010 que barrió el Arroyo Meager y el río Lillooet. 

## Geografía y geología

### Geografía regional
El macizo de Mount Meager se encuentra en las Montañas de la Costa, que se extienden desde Vancouver hasta la franja de Alaska por 1.600 km. Tiene unos 300 km de ancho, cortado por fiordos, estrechas ensenadas con acantilados escarpados creados por la erosión glacial. Las Montañas de la Costa tienen un profundo efecto en el clima de la Columbia Británica. Situadas justo al este del Océano Pacífico, cortan el aire cargado de humedad que sale del océano, causando fuertes lluvias en sus laderas occidentales. Estas precipitaciones están entre las más extremas de Norteamérica, alimentando los exuberantes bosques de las laderas occidentales de la cordillera.
Los valles que rodean el macizo contienen bosques antiguos. La zona también presenta hábitats de humedales, plantas de la asociación del álamo de algodón, la mora y las adelfillas glaucas. La vida silvestre como los lobos, el glotón, los alces, las aves de rapiña, los ciervos de cola negra, las cabras montesas y las aves acuáticas habitan la zona, así como los osos grises y negros.

### Geomorfología regional

#### Cinturón volcánico Garibaldi

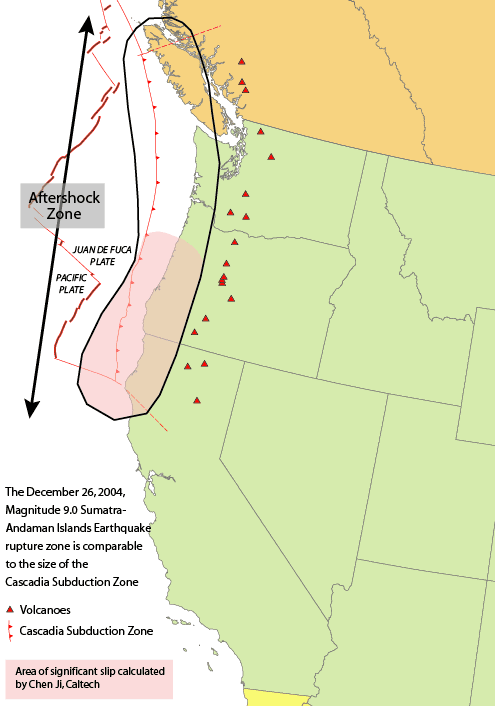
Área de la zona de subducción de Cascadia, siendo el macizo del Monte Meager el triángulo rojo más septentrional del Arco Volcánico de las Cascadas

El macizo del Monte Meager es parte del Cinturón Volcánico Garibaldi, el segmento más septentrional del Arco Volcánico de la Cascada. Este cinturón volcánico incluye conos de cenizas, calderas, estratovolcanes y volcanes subglaciales (volcanes bajo glaciares o capas de hielo) que han estado activos en los últimos 10.000 años. La última erupción explosiva en el Cinturón Volcánico Garibaldi ocurrió en un cráter en la ladera nororiental del macizo hace unos 2.400 años, que forma una depresión claramente definida.
El Cinturón Volcánico Garibaldi se extiende hacia el norte desde el volcán Watts Point hasta por lo menos el macizo de Meager. Debido a que se sabe poco sobre los volcanes al norte del macizo, como los complejos volcánicos Silverthrone y Franklin Glacier, los expertos no están de acuerdo sobre su naturaleza. Algunos científicos consideran que la Caldera de Silverthrone es el volcán más septentrional del Cinturón Volcánico Garibaldi. Tampoco está claro si los Milbanke Sound Cones son parte del Cinturón Garibaldi o están formados por diferentes procesos tectónicos. Sin embargo, hay pruebas de que los complejos de los glaciares Silverthrone y Franklin están relacionados con la actividad en la zona de subducción de Cascadia. Geológicamente estos dos volcanes contienen los mismos tipos de roca que los que se encuentran en otras partes del Arco de la Cascada, incluyendo riolitas, dacitas, andesitas y andesitas basálticas. Esos tipos de roca se producen por el vulcanismo de la zona de subducción, lo que indica que el vulcanismo en el Silverthrone y el glaciar Franklin está probablemente relacionado con la subducción. Si estos dos volcanes son verdaderos volcanes del Arco de la Cascada, el macizo del Monte Meager no es el volcán más septentrional del Cinturón de Garibaldi o del Arco de la Cascada.

#### Arco volcánico de las Cascadas
El vulcanismo en el Arco Volcánico de la Cascada es causado por la subducción de la Placa Juan de Fuca bajo la Placa Norteamericana en la zona de subducción de la Cascada. Esta es una zona de falla de 1.094 km de largo que se extiende a 80 km del noroeste del Pacífico, desde el norte de California hasta el suroeste de la Columbia Británica. Las placas se mueven a una velocidad relativa de más de 10 mm por año en un ángulo oblicuo a la zona de subducción. Debido a la enorme área de la falla, la zona de subducción de Cascadia puede producir grandes terremotos de magnitud 7,0 o más. La interfase entre las placas de Juan de Fuca y las norteamericanas permanece bloqueada por períodos de aproximadamente 500 años. Durante estos períodos, la tensión se acumula en la interfase entre las placas y causa un levantamiento tectónico del margen norteamericano. Cuando la placa finalmente se desliza, libera 500 años de energía almacenada en un terremoto masivo.
A diferencia de la mayoría de las zonas de subducción en todo el mundo, no hay una fosa oceánica profunda presente a lo largo del margen continental en Cascadia. La desembocadura del río Columbia desemboca directamente en la zona de subducción y deposita limo en el fondo del Océano Pacífico, enterrando esta gran depresión o área de tierra hundida. Las inundaciones masivas del lago glacial prehistórico Missoula durante el Late Pleistocene también depositaron grandes cantidades de sedimentos en la zanja. Sin embargo, como con otras zonas de subducción, el margen exterior se comprime lentamente como un resorte gigante.  Cuando la energía almacenada se libera repentinamente por deslizamiento a través de la falla a intervalos irregulares, la zona de subducción de Cascadia puede crear terremotos enormes como la magnitud 9.0   Terremoto de Cascadia el 26 de enero de 1700 . Sin embargo, los terremotos a lo largo de la zona de subducción de Cascadia son poco comunes, y hay evidencia de una disminución en la actividad volcánica en los últimos millones de años. La explicación probable radica en la tasa de convergencia entre las placas de Juan de Fuca y América del Norte, que convergen en 3 cm (1,2 plg) a 4 cm (1,6 plg) por año, aproximadamente la mitad de la tasa de convergencia de hace siete millones de años.  

### Geografía local

La ubicación y extensión del Cinturón volcánico Garibaldi, que muestra sus volcanes aislados y características volcánicas relacionadas.

Seis cumbres principales constituyen el macizo del Monte Meager. La cumbre más alta y septentrional es el Plinth Peak con una elevación de 2.680 m. El Monte Meager en sí mismo tiene 2.650 m de elevación. La Montaña Capricornio, al oeste del Monte Meager, se eleva con una elevación de 2.570 m. Justo al oeste de la Montaña Capricornio se encuentra el Monte Job, de 2.493 m de elevación. El Pylon Peak, con una elevación de 2.481 m, está al sur de la Montaña Capricornio y del Monte Meager. El Pico Devastator, también conocido como El Devastador, tiene una elevación de 2.315 m y es la cumbre más baja y más meridional del macizo.
Los arroyos y glaciares han desempeñado un papel importante en la disección del macizo, y sus laderas superiores están cubiertas de nieve y hielo. Numerosos diques de alimentación de las unidades más antiguas, formados cuando el magma penetra en una grieta y luego se cristalizaba como una intrusión de lámina, están expuestos por la erosión profunda. El Pilar de Perkin, una torre vertical de lava brechada, representó un remanente erosivo del macizo hasta su colapso en junio de 2005. Más de 10 arroyos drenan agua de deshielo del macizo del Monte Meager, incluyendo el Arroyo Capricornio, el Arroyo Job, el Arroyo No Good, el Arroyo Angel, el Arroyo Devastación, el Arroyo Canyon y el Arroyo Affliction. El macizo se encuentra dentro de una de las muchas divisiones territoriales de Columbia Británica conocida como el Distrito de Tierra de Lillooet. 

### Geomorfología local
La geomorfología del macizo del Monte Meager se asemeja a la del Glacier Peak, otro volcán del Arco de la Cascada en el estado estadounidense de Washington. Consiste en al menos cuatro estratovolcanes superpuestos que son más jóvenes de sur a norte. Con un volumen total de 20 km³, el macizo es más antiguo que la mayoría de los volcanes del Arco de la Cascada, remontándose su historia hasta hace 2.200.000 años. En la Cordillera de las Cascadas, los volcanes más antiguos no tienen generalmente más de un millón de años. Esto incluye el Monte Rainier (500.000 años de antigüedad), el Pico Lassen (25.000 años de antigüedad), el Monte Jefferson (290.000 años de antigüedad) y el Monte Santa Helena (50.000 años de antigüedad). Sin embargo, partes del macizo se formaron en el último millón de años. El volcán está formado por rocas volcánicas que van desde la riodacita hasta el basalto. La riodacita forma una serie de tapones volcánicos erosionados que forman los picos más altos. Sus laderas están cubiertas con sus productos eruptivos y sirven como expresión superficial de las intrusiones. Como resultado, proporcionan una oportunidad única para estudiar las relaciones entre las cámaras de magma y sus lavas. Las rocas volcánicas máficas (ricas en magnesio y hierro), intermedias (entre máficas y félicas) y félicas (ricas en feldespato y cuarzo) del macizo entraron en erupción desde al menos ocho respiraderos volcánicos.

### Ventana del río Bridge

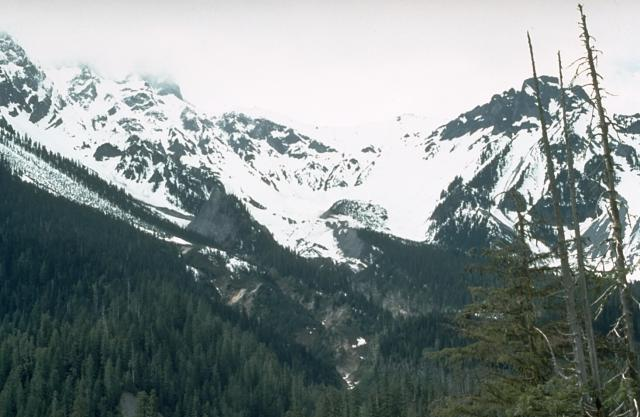
El flanco noreste glacial del Plinth Peak. También se muestra la discreta abertura del río Bridge, cubierta de hielo y escombros, en el centro de la foto.

El respiradero del río Bridge es un cráter volcánico relativamente joven que se formó durante una erupción hace unos 2.400 años. Esta erupción varió en carácter desde explosiva hasta efusiva e involucró la extrusión de domos de lava, flujos piroclásticos, lahares y flujos de lava. La migración hacia el este de la columna de la erupción extendió el material a través del oeste del Canadá para depositar las cenizas del río Bridge. En la zona del río Bridge y del río Lillooet la ceniza se presenta como un depósito de textura gruesa con bloques de piedra pómez de hasta 10 cm de diámetro. La textura se vuelve rápidamente más fina hacia el este del río Bridge. En Big Bar, en el río Fraser, los gránulos tienen hasta 3 mm  de diámetro, mientras que los gránulos de la zona de Messiter tienen un diámetro máximo de 0,7 mm.
Situado en el flanco noreste del Plinth Peak, el respiradero del río Bridge tiene una elevación de 1.524 m. Tiene paredes muy empinadas cubiertas de hielo y escombros de actividad volcánica y colapsos de laderas. El cráter tiene aproximadamente una forma de tazón, aunque se ha abierto una brecha en el lado norte. Debido a que la abertura del río Bridge está ubicada en la ladera norte del macizo del Monte Meager, representa una abertura satelital. La erupción que formó el respiradero del río Bridge probablemente se alimentó a través de un conducto de la cámara de magma debajo del macizo. Se ha invocado comúnmente un campo de tensión controlado por la tectónica regional para explicar la dinámica del flujo lateral (que fluye lateralmente en lugar de verticalmente hacia la superficie) del magma de un depósito para producir tales erupciones.

## Historia humana

### Nombre
El nombre de Montaña Meager fue adoptado el 6 de mayo de 1924 como aparece en un mapa de la Columbia Británica de 1923. En 1966 el volcán fue renombrado como Monte Meager. Según una carta de BC Geographical Names escrita en marzo de 1983, "el nombre local, Catedral, fue duplicado en otro lugar, por lo que la montaña fue renombrada Meager por el arroyo de ese nombre que se encuentra al sur de ella". El nombre de Meager Creek se debe a J. B. Meager que poseía licencias de madera en el arroyo. A pesar de su nombre oficial, el Monte Meager a veces se escribe erróneamente Monte Meagre o Monte Meagher.

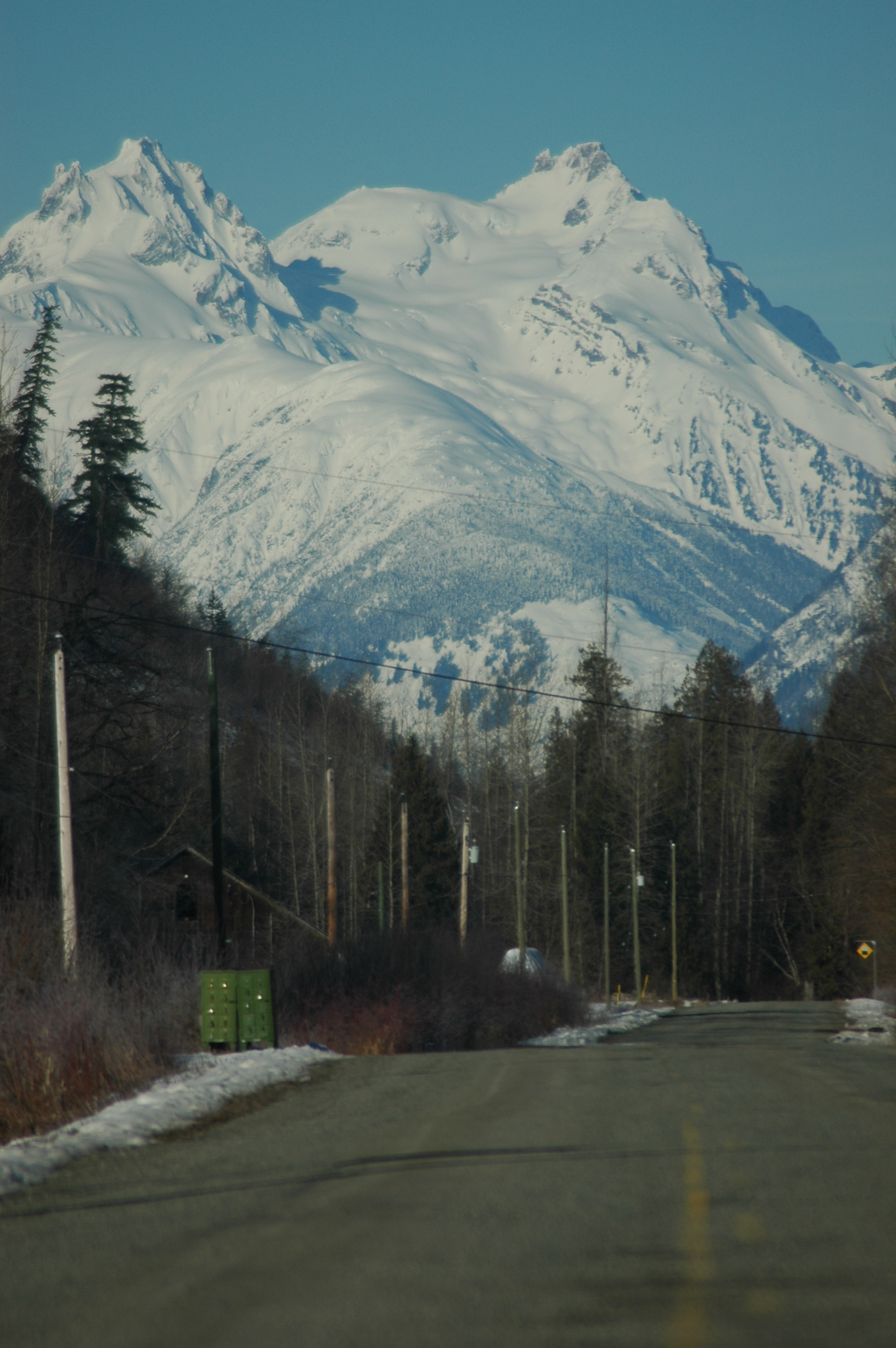
El macizo de Mount Meager el 11 de febrero de 2006

Los nombres de los picos del macizo fueron presentados por el alpinista canadiense Neal M. Carter, que era miembro del Club de Montañismo de la Columbia Británica. El Pico Devastator fue nombrado oficialmente el 3 de agosto de 1977 en asociación con el Glaciar Devastation. El Plinth Peak fue nombrado oficialmente el 6 de septiembre de 1951, como se identifica en el mapa esquemático de Carter de 1932 y en el artículo "Exploraciones en la cuenca del río Lillooet". Tanto el Monte Job como el Pylon Peak fueron nombrados oficialmente el 17 de enero de 1957 a partir de sus etiquetas en el mapa esquemático de Carter de 1954 del río Lillooet. La Montaña Capricornio fue identificada originalmente como el Monte Capricornio en el Canadian Alpine Journal de 1932, Vol XXI. Según la revista, "el nombre elegido para la montaña de 8440 pies fue Monte Capricornio, una variación de la denominación demasiado común "Montaña de la Cabra", aplicada por Bert [Perkins] al arroyo que drena el glaciar de Capricornio en su base". Posteriormente, el pico fue rebautizado como Montaña Capricornio el 22 de junio de 1967.  

### Minería y energía geotérmica
Un gran afloramiento de piedra pómez de más de 2.000 m de largo y 1.000 m de ancho ha sido objeto de operaciones mineras desde por lo menos el decenio de 1970. El yacimiento fue primero mantenido por J. MacIsaac. A mediados de los 70 el segundo propietario W. H. Willes investigó y extrajo la piedra pómez. Fue triturada, removida y almacenada cerca del pueblo de Pemberton. Más tarde, el puente que se utilizó para acceder al depósito de piedra pómez fue arrastrado y las operaciones de minería no se renovaron. La explotación se reanudó en 1988 cuando el depósito fue financiado por L. B. Bustin. En 1990 el afloramiento de piedra pómez fue comprado por D. R. Carefoot a los propietarios B. Chore y M. Beaupre. En un programa de 1991 a 1992 los trabajadores evaluaron el yacimiento por sus propiedades como material de construcción y como absorbente de aceite y piedra. Cerca de 7.500 m³ de piedra pómez fue extraída en 1998 por la Great Pacific Pumice Incorporation.
El macizo Mount Meager ha sido investigado como un recurso potencial de energía geotérmica. Al menos se han identificado 16   sitios geotérmicos en Columbia Británica. El Macizo del Monte Meager ha sido investigado como un potencial recurso de energía geotérmica. En Meager Creek, hay potencial para el desarrollo comercial de una central eléctrica de 100-200 megavatios. El cercano Pebble Creek también tiene un potencial "muy bueno" para una planta de 200 megavatios. Debido a que los dos arroyos ofrecen el mayor potencial de desarrollo comercial, el área del Monte Meager es el sitio más prometedor para el desarrollo de energía geotérmica en Columbia Británica.

## Historia volcánica

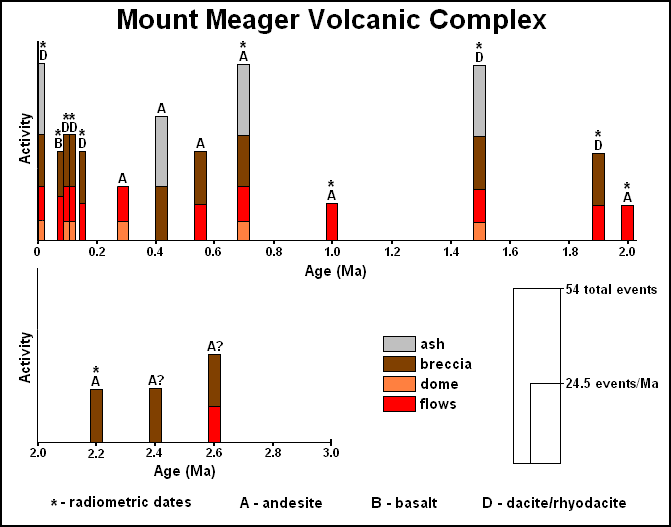
Representación esquemática de la actividad eruptiva en el macizo del Monte Meager en millones de años (Ma). La altura del histograma da una indicación muy cruda del tamaño del evento. El último evento hace unos 2.400 años (mostrado en el histograma como la última erupción) fue similar a la erupción de 1980 del Monte Santa Helena. Los eventos eruptivos marcados con signos de interrogación son aquellos con identidad incierta.

En los últimos 2.600.000 años se han producido al menos 54 erupciones en el macizo, de carácter efusivo a explosivo. Se han identificado cuatro períodos eruptivos primarios, con erupciones individuales separadas por miles de años. Las grandes estructuras de tendencia noroeste-sudeste que se encuentran en paralelo al lago Harrison y al valle de Pemberton pueden controlar la actividad volcánica en el volcán o al menos crear zonas de debilidad de la corteza que son penetradas por series de magma en ascenso.  

### Primer registro de actividad.
Durante el primer período eruptivo, entre 2.200.000 y 1.900.000 años atrás, se produjo una erupción de rocas piroclásticas intermedias a félicas en el extremo sur del macizo. La brecha basal, tal vez de un respiradero exhumado, subyace a la andesita y a las tobas, los flujos, las cúpulas de lava y la brecha del Pico Devastador. Tiene un espesor máximo de 300 m y cubre una cresta de lecho rocoso de 400 m de altura que se formó entre 251.000.000 y 65.500.000 años atrás durante la era Mesozoica.
En el extremo sudoccidental del macizo, la dacita con escasos fenocristales (cristales grandes y llamativos) de cuarzo, plagioclasa y hornblenda representa un remanente de 200 m de espesor de flujos de lava subhorizontales. Aunque se estima que el primer período eruptivo se inició hace unos 2.200.000 años, es posible que se hayan producido dos erupciones de andesita hace unos 2.400.000 y 2.600.000 años. La primera podría haber producido flujos de lava y brechas, mientras que la segunda podría haber hecho erupción principalmente de brechas.

### Los periodos eruptivos del conjunto Devastador y Pilón
El segundo período eruptivo entre 1.600.000 y 1.400.000 años atrás produjo toba de riodacita, brechas, lavas y cúpulas del Conjunto Devastador. Esta formación geológica de 500 m de espesor se encuentra en los flancos sur y oeste del Pico del Pilón y del Pico del Devastador. Su porción occidental consiste en tefra de capas gruesas, mientras que su extremo oriental representa los flujos de lava y las intrusiones subvolcánicas de un respiradero parcialmente conservado. Aquí, el conjunto del Devastator es masivo y trunca abruptamente la brecha basal del primer período eruptivo.
La actividad volcánica del tercer período eruptivo ocurrió entre 1.100.000 y 200.000 años atrás. Una gruesa secuencia de flujos de lava de andesita entró en erupción desde el tapón volcánico del Pico Devastador, creando el Pylon Assemblage. Con un grosor máximo de más de 1 km, el Pylon Assemblage es la mayor unidad de roca que comprende el macizo del Monte Meager. Los flujos de lava están en capas, separados por una fina capa de toba de lapilli y una brecha enrojecida. Una concentración de intrusiones subvolcánicas y gruesos clastos de brechas volcánicas de más de 100 m de longitud sugieren que el Pico del Devastador es un respiradero importante

### Actividad reciente

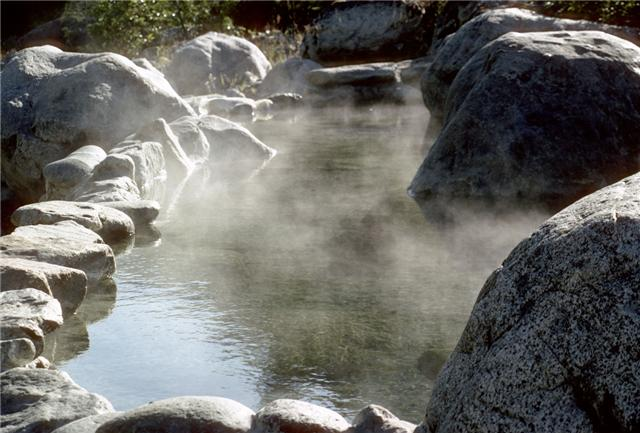
Una fuente termal cerca de Meager Creek relacionada con el vulcanismo en el macizo

Dos pequeños cúmulos de aguas termales se encuentran en el macizo del Monte Meager Estos dos grupos de aguas termales, conocidos como Meager Creek Hot Springs y Pebble Creek Hot Springs, probablemente estén relacionados con la actividad volcánica reciente en el macizo. Las Meager Creek Hot Springs, las más grandes de Columbia Británica, permanecen libres de nieve durante la mayor parte del año. Los manantiales en el macizo de Mount Meager podrían ser evidencia de una cámara de magma poco profunda debajo de la superficie.
Entre 1970 y 2005 se registraron más de 20  pequeños terremotos en el volcán. Las magnitudes de estos eventos generalmente no fueron superiores a 2.0 en la escala de magnitud de Richter y se originaron entre 20 km y menos de 1 km por debajo de la superficie. Otros volcanes en el Garibaldi Volcanic Belt con sismicidad registrada incluyen el Monte Garibaldi, el macizo del Monte Cayley y la Caldera Silverthrone. Los datos sísmicos sugieren que estos volcanes aún contienen cámaras de magma activas, lo que indica que algunos volcanes del Cinturón de Garibaldi probablemente estén activos con riesgos potenciales significativos. La actividad sísmica corresponde con algunos de los volcanes recientemente formados en Canadá y con volcanes persistentes que han tenido una gran actividad explosiva a lo largo de su historia, como el Monte Garibaldi y los macizos de Mount Cayley y Mount Meager.  
La actividad fumarólica y los olores de azufre se detectaron en el macizo en 2016, con un campo de fumarola descubierto en el glaciar Job.  A ello siguió la vigilancia de la montaña por parte de los vulcanólogos del Ministerio de Recursos Naturales del Canadá, cuyos resultados no detectaron mucha sismicidad. Se consideró que no era seguro acercarse o entrar en el campo de fumarolas debido a la presencia de sulfuro de hidrógeno y de grietas de hielo potencialmente inestables.  

## Amenazas y preparación

### Erupciones
El macizo de Mount Meager sigue siendo un gran peligro volcánico, capaz de producir erupciones altamente explosivas. Una erupción a gran escala amenazaría muchas áreas pobladas en todo el sur de Columbia Británica y Alberta. Pemberton, una comunidad a 50 km aguas abajo del macizo, enfrenta un alto riesgo. Si el volcán entrara en erupción violentamente, interrumpiría la pesca del río Lillooet, así como la actividad minera y maderera cercana.  Además, el macizo de Mount Meager se encuentra en la proximidad inmediata de una importante ruta de tráfico aéreo. La ceniza volcánica reduce la visibilidad y puede causar fallas en el motor a reacción, así como daños a los sistemas de control de vuelo. Incluso una erupción menor del volcán podría causar una devastación masiva al derretir rápidamente el hielo glacial para producir grandes flujos de escombros. Un ejemplo de tal evento es la tragedia de Armero de 1985 en Colombia, que resultó de una pequeña erupción bajo la capa de hielo de la cumbre del Nevado del Ruiz .

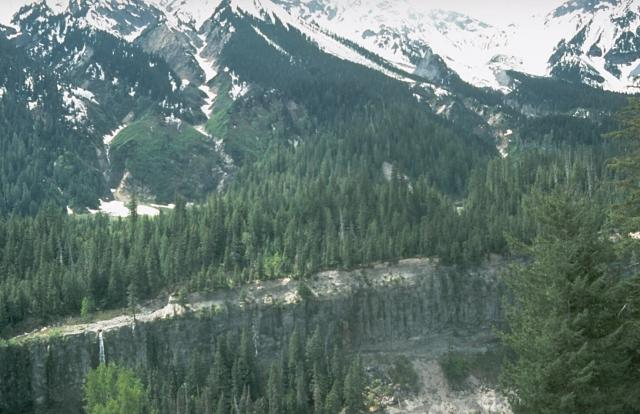
Este depósito de flujo piroclástico forma la pared del cañón en primer plano en el río Lillooet. Se produjo una erupción desde la abertura del río Bridge en el flanco noreste del Pico del Zócalo.

Jack Souther, una autoridad líder en recursos geotérmicos y volcanismo en la Cordillera canadiense, expresó su preocupación por el potencial de otra erupción: 
  Actualmente los volcanes del Cinturón de Garibaldi están tranquilos, se presume que están muertos pero aún no están completamente fríos. Pero la erupción de la Montaña Meager hace 2.500 años plantea la pregunta, "¿Podría suceder de nuevo?" ¿Fue la explosiva erupción de la Montaña Meager el último suspiro del Cinturón Volcánico Garibaldi o sólo el evento más reciente en su vida actual? La respuesta corta es que nadie lo sabe con seguridad. Así que, por si acaso, a veces hago una rápida revisión de los viejos puntos calientes cuando me bajo de Peak Chair.
 Debido a las preocupaciones sobre posibles erupciones y peligro para las comunidades en el área, el Geological Survey of Canada planea crear mapas de amenazas y planes de emergencia para el macizo de Mount Meager, así como el macizo de Mount Cayley en el sur. Aunque muy pocas erupciones en Canadá han sido presenciadas por personas, sigue siendo un área de intensa actividad volcánica. Según el Taller de Riesgos Geológicos '91, "se debe dar prioridad a los estudios de impacto de erupción de los dos centros volcánicos recientemente activos más cercanos a las áreas urbanas, Mount Baker y Mount Meager. El primer caso requerirá un esfuerzo combinado de Estados Unidos-Canadá-Estado de Washington-BC ".
El Geological Survey of Canada no monitorea suficientemente el macizo del Monte Meager para determinar qué tan activo es su sistema de magma. La Red Nacional de Sismógrafos de Canadá se ha establecido para monitorear terremotos en todo Canadá, pero está demasiado lejos para proporcionar una indicación precisa de la actividad debajo de la montaña. Puede sentir un aumento en la actividad sísmica si el macizo se vuelve activo, pero esto solo puede proporcionar una advertencia para una gran erupción; el sistema puede detectar actividad solo una vez que el volcán ha comenzado a entrar en erupción. Si el macizo de Mount Meager entrara en erupción, existen mecanismos para orquestar las medidas de socorro. El Plan Interagencial de Notificación de Eventos Volcánicos (IVENP) se creó para describir el procedimiento de notificación de algunas de las principales agencias que responderían a un volcán en erupción en Canadá, una erupción cerca de la frontera entre Canadá y Estados Unidos o cualquier erupción que afecte a Canadá.
Aunque el macizo del Monte Meager es un volcán potencialmente activo, en 2016 no había pruebas de una inminente erupción. Muchos terremotos superficiales ocurren normalmente antes de que un volcán erupcione. A medida que el magma sale a la superficie con el tiempo, probablemente producirá mucho más calor en las aguas termales regionales, así como la formación de nuevas fuentes o fumarolas.  Estos signos generalmente ocurren durante semanas, meses o años antes de una erupción potencial, aunque la posibilidad de que ocurra una erupción en el futuro cercano sigue siendo baja.  Un colapso estructural significativo asociado con la pérdida de refuerzo glacial podría afectar al sistema de tuberías de magma y conducir a una erupción

### Derrumbes
Los científicos han argumentado que el macizo de Mount Meager, hecho de roca volcánica alterada que se rompe fácilmente, es el macizo montañoso más inestable en Canadá y también puede ser su área de deslizamiento de tierra más activa. Se han producido más de 25 deslizamientos de tierra allí en los últimos 8,000 años,  y los flujos de escombros, principalmente del macizo, también han llenado el valle de Meager Creek a una profundidad de 250 m (820,2 pies)

##### Derrumbe de 1975

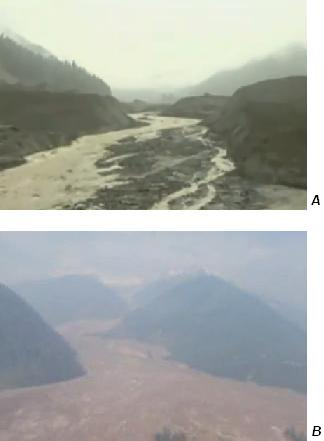
Estos valles fluviales están llenos de escombros del deslizamiento de tierra de 2010 de Mount Meager. La foto A es la presa de escombros colapsada cerca de la intersección de Capricorn Creek y Meager Creek. La foto B es el flujo de escombros en la unión de Meager Creek y el río Lillooet.

Una masiva avalancha de rocas ocurrió en el macizo el 22 de julio de 1975. Con un volumen de 13.000.000 m³, enterró y mató a un grupo de cuatro geólogos en la confluencia del Arroyo Devastación y el Arroyo Meager. El deslizamiento de tierra se originó en el flanco occidental del Pylon Peak y bajó por Devastation Creek durante 7 km. Los estudios geológicos han demostrado que el deslizamiento fue el resultado de una compleja historia de erosión glacial, carga y descarga  de una protuberancia en la parte delantera de la masa del deslizamiento causada por el avance de la Pequeña Edad de Hielo y el subsiguiente retroceso del Glaciar Devastation debido al calentamiento global. 

##### Deslizamiento de tierra 2010
El 6 de agosto de 2010, un enorme flujo de escombros cayó en cascada desde el glaciar Capricornio a una velocidad de 30 m por segundo. Los expertos estimaron inicialmente que el volumen de escombros ascendía a 40.000.000 m³, lo que lo convertiría en el segundo mayor deslizamiento de tierra registrado en la historia de Canadá, detrás del Deslizamiento de la Esperanza de 1965 que removió 47.000.000 m³ de roca del Pico Johnson, una montaña del Valle Nicolum cerca de Hope, Columbia Británica. Sin embargo, más tarde se estimó que el deslizamiento fue de más de 48.500.000 m³, lo que lo convertiría en el más grande de todos los tiempos en Canadá.  
El deslizamiento de 2010 tuvo 300 m de ancho y 2 km de largo, creando una presa a través del Arroyo Meager y el río Lillooet. Esto creó un lago justo aguas arriba. Las primeras preocupaciones de que la presa pudiera colapsar e inundar el valle del río Lillooet terminaron un día después, cuando parte de la presa se rompió y liberó lentamente el agua acumulada. Se anuló una alerta de evacuación y se permitió a casi 1.500 residentes regresar a sus casas el fin de semana siguiente que tuviera lugar el deslizamiento de tierra. No se informó de que hubiera heridos.